# قاسم توفيق
قاسم توفيق (ولد عام 1954) روائي وقاص أردني، قضى طفولته وشبابه وما زال يُقيم في «عمّان»، درس في مدارسها وأكمل تعليمه الجامعي في الجامعة الأردنية حيث تخرج بدرجة بكالوريوس في الأدب. عمل في القطاع المصرفي منذ تخرُّجه من الجامعة الأردنية في عددٍ من الدول العربيّة والعالم، إلى أن تقاعد ليتفرَّغ لمشروعِه الأدبي في الرِّواية في العام 2013 من وظيفة مساعد للمدير العام في بنكٍ أردنيّ.

## حياته
بدأ الكتابة في العام 1974 بنشر مجموعة من القصص القصيرة في الصحف والمجلات الأردنية والعربية، أصدر أوّل مجموعة قصصيّة أثناء دراسته في الجامعة الأردنية بعنوان "آن لنا أن نفرح" سنة 1977. برز اسمه في عالم الأدب محليّاً وعربيّاً مع إصدار روايته الأولى "ماري روز تعبُر مدينة الشمس" والتي لقيَت أصداء واسعة لِما احتوته من إبداع على مستوى الموضوع والنص، أعيدت طباعتها في العام 2007 في رام الله- فلسطين عن دار الرعاة، وصدرت طبعتها الثالثة في عمّان في العام 2010. حاز على جائزة "كتارا للرواية العربية العام 2018 عن روايته "نزف الطائر الصغير" التي تم ترجمتها وإصدارها في العام 2019 عن ذات المؤسسة "كتارا" باللغة الإنجليزية بعنوان”Bleeding of the Little Bird”  .
يُعتبر قاسم توفيق أوَّل مَن توجَّه للكتابة عن المكان «عمّان»، بخلاف ما كان سائداً عند معظم الكتاب الأردنيين الذين كانوا يتوجَّهون إلى «اللامكان» في كتاباتهم.

## السيرة الأدبية
تناولت العديد من الدراسات والكتب ورسائل الدكتوراة والماجستير أدب قاسم توفيق، والتي يكشف مؤلِّفوها مكنونات قاسم توفيق الأدبيّة والإنسانيّة، منها:
1 – كتاب فلسفة السرد- مقاربةٌ نقديةُ في ديناميّات التعبير الروائي عند قاسم توفيق، للدكتور محمد صابر عبيد، دار غيداء للنشر، عمّان- الأردن، 2015.
2 – كتاب اللؤلؤة السوداء- أسرار الكنز السردي في مُتخيّل قاسم توفيق، مواجهاتٌ حواريّةٌ مع قاسم توفيق أدارها الدكتور محمد صابر عبيد، دار غيداء للنشر، عمّان- الأردن، 2015. هذا الكتاب عبارة عن حوار طويل مع قاسم توفيق يكشف جزءاً مهمّاً وكبيراً في سيرته الخاصة.
3 – جذور التيّار الوجودي- رواية «ماري روز تعبر مدينة الشمس»، كتاب هواجس الرواية الأردنية، د.سليمان الأزرعي، الآن ناشرون وموزعون، عمّان- الأردن، 2015.
4 – أحلام وطنيّة وتطلعات بشرية- رواية «الشندغة»، كتاب هواجس الرواية الأردنية، د.سليمان الأزرعي، الآن ناشرون وموزعون، عمّان- الأردن، 2015.
5 – توثيق الموروث الشعبي- رواية «ماري روز تعبر مدينة الشمس»، كتاب هواجس الرواية الأردنية، د.سليمان الأزرعي، الآن ناشرون وموزعون، عمّان- الأردن، 2015.
6 – الشندغة.. وحدةٌ في التعدُّد- كتاب تطفلٌ على السرد، حميد سعيد، دار تالة للنشر، سوريا، 2010.
7 – المحكي الموازي والسّارد العاشق- رواية «حكاية اسمها الحب»، محمد معتصم، موقع الأرجوحة الإلكتروني، المغرب.
8 – «رائحة اللوز المرّ» بوصفها مختبراً فرويدياً، د.غسان إسماعيل عبد الخالق، الجسرة الثقافية.
9 – رواية «صخب»- وعي الرواية ورواية الوعي.. مقاربة سوسيو نصيّة، د.إبراهيم مصطفى الحمد، جامعة تكريت.
10 – التشكيل الاستهلاليّ السرديّ- دراسة في رواية «صخب»، أ.م.د.فليح مضحي السامرائي، جامعة المدينة العالمية، شاه علم، ماليزيا.
11 – الحضور العلامي والحضور السردي لشخصية المصري في رواية «حانة فوق التراب»، د.فاتن الحياني، صحيفة الرأي الأردنية، كانون الأول، 2015.
12 – تشكيل الشخصية ومرايا الحدث- قراءة في روايات قاسم توفيق، د.محمد صابر عبيد، مجلة أفكار الأردنية، العدد 312.
13 – كتاب مكوّنات الخطاب الروائي- قراءة في تجربة قاسم توفيق الروائيّة، أ.م.د.سوسن البياتي، جامعة الموصل، 2016.
14 – تفكيك وعي الذات النسائية بهويتها وبالآخر احتواءً أو أقصاءً في رواية «صخب»، أ.د.نادية هناوي سعدون، مخطوط.
15 - قراءة في رواية «حكاية اسمها الحب»، د. دلال العنبتاوي، موقع الحوار المتمدن.
16 – كتاب التجربة الروائية عند قاسم توفيق. لمجموعة من النقاد والاساتذة العرب (تسع دراسات). اعداد وتقديم ومشاركة الدكتور خليل هيّاس. دار غيداء للنشر. عمان. الأردن 2018.
رسائل الدكتوراه والماجستير التي تخصَّصت في أدب قاسم توفيق:
- قاسم توفيق روائيّاً، رسالة ماجستير، الطالبة نسرين الرواشدة، جامعة مؤتة، الأردن، 2011.
- تمظهرات الجسد في روايات قاسم توفيق، أطروحة دكتوراه في الأدب العربي، الطالب موسى عبد درب الجبوري، جامعة الموصل، العراق، 2017.
- تقانات السَّرد الروائي- دراسة في روايات قاسم توفيق، أطروحة دكتوراه في الأدب العربي، الطالب كوسوبي عيسى، جامعة المدينة العالمية، ماليزيا. (قيد الإنجاز).
- أنماط الشخصيات في رواية «فرودمال» لقاسم توفيق. رسالة ماجستير الطالب علي آيدن. جامعة تكريت. العراق، 2018.
- اللغة الروائية عند قاسم توفيق – (الجرأة، الأسلوبية، الرمزية). مراد كافي. اشراف الأستاذ الدكتور محمد شيرين تشكار. جامعة أنقرة – تركيا.

## أعماله
اصدر سبع عشرة رواية، وخمس مجموعات قصصيّة.

### روايات
- ماري روز تعبر مدينة الشمس، بيروت، 1985.
- أرض أكثر جمالاً، بيروت، 1987.
- عمّان ورِد أخير، بيروت، 1992.
- ورقة التوت، القاهرة، 2000.
- الشندغة، رام الله، 2006.
- حكاية اسمها الحب، رام الله، 2009.
- البوكس، عمّان، 2012.
- رائحة اللوز المر، عمّان، 2014.
- صخب، بيروت، 2015.
- حانة فوق التراب، عمّان، 2015.
- فرودمال عمّان، 2016.
- نزف الطائر الصغير، بيروت 2017. الحائزة على جائزة كتارا للرواية العربية عام 2018.
- ميرا. عمان. 2018.
- نشيد الرجل الطيب. بيروت، القاهرة، الجزائر، 2020
- حانة فوق التراب، 2020.
- جسر عبدون، 2021.
- ليلة واحدة تكفي، 2020.[4] (وصلت الرواية إلى القائمة الطويلة لجائزة البوكر 2023.[5])
- أولاد جلوة. 2025. عمان

### قصص قصيرة
- آن لنا أن نفرح، عمّان، 1977.
- مقدّمات لزمن الحرب، بيروت، 1980.
- سلاماً يا عمّان سلاماً أيتها النجمة، بيروت، 1982.
- العاشق، عمّان، 1987.
- ذو القرنين، عمّان، 2009.
- لسان الراوي. عمان. 2025